# Marc Valeri Volús
Un Marc Valeri Volús (llatí: Marcus Valerius Volusus) apareix com a cònsol l'any 505 aC junt amb Publi Postumi Tubert.
Els dos cònsols van fer la guerra contra els sabins als que van derrotar i van obtenir els honors del triomf a la seva tornada. Suposadament va morir en la batalla del llac Regillus l'any 498 aC o 496 aC. Als Fasti apareix un Mani Valeri Volús Màxim, que podria ser la mateixa persona, i en realitat no hauria mort.
Aquest Mani Valeri (o potser Marc Valeri), l'any 494 aC va ser elegit dictador durant les lluites polítiques entre els patricis i els nexis (deutors). Valeri va ser popular entre la plebs i molts plebeus es van allistar per lluitar contra els eques i els sabins amb la promesa d'alleujar la situació dels deutors en acabar la guerra. Els sabins van ser derrotats, però com que no va poder complir la seva promesa, va deixar el càrrec de dictador. Els plebeus el van considerar un home honorable. Era germà de Publi Valeri Publícola.
Ja era gran quan va exercir de dictador i va morir pocs anys després.